# Инженерно-геологические условия
Инженерно-геологические условия — комплекс современных геологических особенностей, определяющих условия инженерных изысканий, строительства и эксплуатации инженерных сооружений (узкий подход), или условия инженерно-хозяйственной деятельности человека в целом (широкий подход).
Этот комплекс включает в себя 5 составляющих, которые называются компонентами, или факторами инженерно-геологических условий:
1. геологическое строение местности и характер слагающих её пород;
2. рельеф;
3. гидрогеологические условия;
4. мерзлотные условия;
5. современные геологические процессы.

Каждый из них характеризуется большим числом параметров. Наиболее важными из них 
являются характер и условия залегания грунтов, их состав, состояние и свойства, морфологические и морфометрические особенности рельефа, распространение мерзлых, талых и немерзлых толщ, их температура, мощность мерзлых пород, их криогенное строение, глубина сезонного протаивания-промерзания и пр., типы, закономерности распространения, глубины залегания, водообильность и режим подземных вод, их состав и минерализация, агрессивность по отношению к строительным материалам и др. современные геологические процессы и явления.